# Morti il 15 febbraio
| Questa pagina contiene informazioni ricavate automaticamente dalle voci biografiche con l'ausilio del template Bio e di un bot. L'aggiornamento è periodico e automatico e ricostruisce completamente la pagina. Se manca una persona in questa lista, sei pregato di non aggiungerla, ma accertati piuttosto che la sua voce biografica contenga il template Bio e che i dati anagrafici siano correttamente compilati. Se il template Bio manca, inseriscilo tu stesso o, in alternativa, metti l'avviso {{tmp\|Bio}} che ne segnala la mancanza. Se i dati riportati sono sbagliati, correggi direttamente la voce biografica; le modifiche saranno visibili in questa lista entro pochi giorni. Per chiarimenti vedi il progetto biografie. La lista contiene solo le 577 persone che sono citate nell'enciclopedia e per le quali è stato implementato correttamente il template Bio. Pagina aggiornata al 17 ago 2025. |

## I secolo(1)
- 90 - Onesimo, santo e vescovo romano

## VI secolo(1)
- 579 - Quinidio, vescovo e santo franco

## VIII secolo(1)
- 756 - Wilfrido della Gherardesca, monaco cristiano longobardo

## XII secolo(3)
- 1130 - Udo IV della marca del Nord, nobile tedesco
- 1145 - Papa Lucio II, papa e cardinale italiano
- 1152 - Corrado III di Svevia, duca tedesco (n. 1093)

## XIII secolo(3)
- 1209 - Dolce di Foix, contessa
- 1288 - Enrico III di Meißen, nobile tedesco (n. 1215)
- 1293 - Giovanni degli Avvocati, vescovo cattolico italiano

## XIV secolo(2)
- 1370 - Jean Le Bel, storico fiammingo
- 1382 - William de Ufford, II conte di Suffolk, nobile britannico

## XV secolo(4)
- 1411 - Corrado Caracciolo, cardinale e arcivescovo cattolico italiano
- 1445 - Giovanni Bertoldi, vescovo cattolico e teologo italiano
- 1457 - Emanuele Appiano, nobile (n. 1380)
- 1491 - Ashikaga Yoshimi, militare giapponese (n. 1439)

## XVI secolo(22)
- 1501 - Tommaso Portinari, banchiere e mecenate italiano (n. 1424)
- 1503 - Henry Deane, arcivescovo inglese
- 1528 - Giovanni Battista Boiardo, nobile (n. 1503)
- 1534 - Diego García de Paredes, militare spagnolo (n. 1468)
- 1534 - Barbara Jagellona, principessa polacca (n. 1478)
- 1537 - Claudio Rangoni, condottiero italiano (n. 1507)
- 1543 - Johannes Eck, teologo tedesco (n. 1486)
- 1548 - Matheo de Aranda, musicologo portoghese (n. 1495)
- 1549 - Il Sodoma, pittore italiano (n. 1477)
- 1557 - Gregor Brück, giurista e politico tedesco
- 1558 - Francesco Bonafede, botanico e medico italiano (n. 1474)
- 1566 - Louise Labé, poetessa francese
- 1568 - Enrico di Brederode, nobile olandese (n. 1531)
- 1575 - Cesare I Gonzaga, nobile italiano (n. 1536)
- 1576 - Francesco De Marchi, alpinista, speleologo e ingegnere italiano (n. 1504)
- 1581 - Francisco Foreiro, religioso, teologo e orientalista portoghese (n. 1523)
- 1582 - Artus de Cossé-Brissac, militare francese (n. 1512)
- 1591 - Toyotomi Hidenaga, militare giapponese (n. 1540)
- 1594 - Francesco Capriani, architetto italiano (n. 1535)
- 1595 - Marco Sittico Altemps, cardinale austriaco (n. 1533)
- 1596 - Louis de Berlaymont, arcivescovo cattolico belga (n. 1542)
- 1600 - José de Acosta, gesuita e scrittore spagnolo (n. 1539)

## XVII secolo(18)
- 1601 - Suetsugu Motoyasu, militare giapponese (n. 1560)
- 1620 - James Archer, gesuita irlandese (n. 1550)
- 1621 - Michael Praetorius, compositore e teorico della musica tedesco (n. 1571)
- 1637 - Stefano Bernardi, compositore italiano (n. 1580)
- 1637 - Ferdinando II d'Asburgo, imperatore (n. 1578)
- 1641 - Sara Copio, letterata italiana
- 1643 - Giuliana di Nassau-Dillenburg, nobildonna tedesca (n. 1587)
- 1655 - Pier Luigi Carafa, cardinale e vescovo cattolico italiano (n. 1581)
- 1659 - John Arrowsmith, teologo inglese (n. 1602)
- 1667 - Vincenzo Maculani, cardinale e arcivescovo cattolico italiano (n. 1578)
- 1671 - Ippolito Malaspina, nobile italiano (n. 1628)
- 1674 - Nicolò Mascardi, gesuita, missionario e esploratore italiano (n. 1624)
- 1678 - Anne de Noailles, nobile e ufficiale francese (n. 1613)
- 1682 - Claudio de La Colombière, gesuita e scrittore francese (n. 1641)
- 1682 - Gu Yanwu, scrittore e filologo cinese (n. 1613)
- 1686 - Matthias Rauchmüller, scultore tedesco (n. 1645)
- 1687 - Maria Elisabetta di Brunswick-Wolfenbüttel, nobildonna tedesca (n. 1638)
- 1693 - Emilia d'Assia-Kassel, nobile tedesco (n. 1626)

## XVIII secolo(28)
- 1701 - Urbano Chevreau, scrittore francese (n. 1613)
- 1703 - Robert Kerr, I marchese di Lothian, nobile e politico scozzese (n. 1636)
- 1709 - John Philips, poeta inglese (n. 1676)
- 1710 - Ahmad Tajuddin Halim Shah I di Kedah, sovrano malese
- 1713 - Edward Lloyd, imprenditore britannico (n. 1648)
- 1714 - Stefano Cassiani, pittore e monaco cristiano italiano (n. 1636)
- 1731 - María de León Bello y Delgado, religiosa spagnola (n. 1643)
- 1733 - Giuseppe Antonio Patrignani, gesuita, poeta e drammaturgo italiano (n. 1659)
- 1736 - Stephen Gray, scienziato britannico (n. 1666)
- 1736 - Vitus Pichler, teologo e giurista tedesco (n. 1670)
- 1739 - Eustachio Manfredi, matematico, astronomo e poeta italiano (n. 1674)
- 1740 - Nicolas Prosper Bauyn d'Angervilliers, politico e nobile francese (n. 1675)
- 1741 - Georg Raphael Donner, scultore e prete austriaco (n. 1693)
- 1741 - Francesco Torti, medico e anatomista italiano (n. 1658)
- 1744 - Niccolò Gualtieri, medico, zoologo e botanico italiano (n. 1688)
- 1744 - František Václav Míča, compositore ceco (n. 1694)
- 1745 - Domenico Canevaro, doge (n. 1683)
- 1758 - Jean-Sylvain Cartaud, architetto francese (n. 1675)
- 1759 - Pál Forgách, vescovo cattolico ungherese (n. 1696)
- 1761 - Carlo Cecere, compositore e musicista italiano (n. 1706)
- 1767 - Michail Illarionovič Voroncov, politico russo (n. 1714)
- 1770 - Francesco Emanuele Valguarnera, nobile, politico e militare italiano (n. 1691)
- 1773 - Anna Maria Barbara Abesch, pittrice svizzera (n. 1706)
- 1775 - Eusebius Amort, teologo tedesco (n. 1692)
- 1781 - Gotthold Ephraim Lessing, scrittore, filosofo e drammaturgo tedesco (n. 1729)
- 1787 - Vincenzo Miotti, fisico e astronomo italiano (n. 1712)
- 1788 - Maria Giuseppina di Harrach-Rohrau, principessa tedesca (n. 1727)
- 1798 - Pierre Bayen, chimico e farmacista francese (n. 1725)

## XIX secolo(73)
- 1807 - Antonio Brognoli, poeta e storico italiano (n. 1723)
- 1813 - Agostino Verani, pittore italiano (n. 1738)
- 1816 - Luigi d'Assia-Philippsthal, generale tedesco (n. 1766)
- 1818 - Federico Luigi di Hohenlohe-Ingelfingen, nobile e generale prussiano (n. 1746)
- 1819 - Jacob Axelsson Lindblom, arcivescovo luterano e storico svedese (n. 1746)
- 1820 - William Ellery, politico statunitense (n. 1727)
- 1825 - Rutger Jan Schimmelpenninck, politico olandese (n. 1761)
- 1826 - Scipione Breislak, geologo e naturalista italiano (n. 1750)
- 1826 - Joseph Wanton Morrison, militare britannico (n. 1783)
- 1833 - Pëtr Vasil'evič Mjatlev, nobile russo (n. 1756)
- 1834 - Pietro Calepio, politico italiano (n. 1762)
- 1834 - Pierre-Marie-Auguste Picot de Peccaduc, nobile e militare francese (n. 1767)
- 1835 - Henry Hunt, politico e pubblicista inglese (n. 1773)
- 1837 - Andreas Riedel, scrittore e politico austriaco (n. 1748)
- 1840 - Domenico Viviani, naturalista italiano (n. 1772)
- 1842 - Archibald Menzies, chirurgo e naturalista scozzese (n. 1754)
- 1842 - Carlo Andrea Pozzo di Borgo, diplomatico e politico italiano (n. 1764)
- 1842 - Ekaterina Vasil'evna Torsukova, nobildonna russa (n. 1772)
- 1842 - Nicolas Viton de Saint-Allais, genealogista e araldista francese (n. 1773)
- 1843 - Tommaso Gargallo, poeta italiano (n. 1760)
- 1843 - Theodoros Kolokotronis, militare, condottiero e patriota greco (n. 1770)
- 1844 - Henry Addington, I visconte Sidmouth, politico britannico (n. 1757)
- 1846 - Otto von Kotzebue, navigatore tedesco (n. 1787)
- 1847 - Germinal Pierre Dandelin, matematico belga (n. 1794)
- 1847 - José Rebolledo de Palafox, generale spagnolo (n. 1775)
- 1848 - Hermann von Boyen, politico e generale prussiano (n. 1771)
- 1849 - Paolo Racchia, politico italiano (n. 1792)
- 1849 - Pierre François Verhulst, matematico e statistico belga (n. 1804)
- 1852 - Giovanni Torti, poeta italiano (n. 1774)
- 1853 - Augusto di Hohenlohe-Öhringen, principe e generale tedesco (n. 1784)
- 1855 - Giuseppe Mancini, arcivescovo cattolico italiano (n. 1777)
- 1857 - Victoire de Donnissan de La Rochejaquelein, nobile e scrittrice francese (n. 1772)
- 1857 - Michail Ivanovič Glinka, compositore russo (n. 1804)
- 1858 - Michele Basilio Clary, arcivescovo cattolico e teologo italiano (n. 1778)
- 1858 - Francesco Rossi, scienziato italiano (n. 1794)
- 1859 - Frederick Hervey, I marchese di Bristol, politico britannico (n. 1769)
- 1863 - Domenico Lo Faso Pietrasanta, architetto, archeologo e letterato italiano (n. 1783)
- 1864 - Adam Wilhelm Moltke, politico danese (n. 1785)
- 1865 - Teodosio Florentini, religioso svizzero (n. 1808)
- 1865 - Nicholas Patrick Stephen Wiseman, cardinale, arcivescovo cattolico e orientalista inglese (n. 1802)
- 1868 - William Rutter Dawes, astronomo britannico (n. 1799)
- 1869 - Mirza Ghalib, poeta indiano (n. 1797)
- 1870 - Michele Cervelli, architetto e ingegnere italiano (n. 1791)
- 1874 - Camillo Tarquini, cardinale, etruscologo e giurista italiano (n. 1810)
- 1875 - Eliakim Carmoly, ebraista francese (n. 1802)
- 1875 - Ange Auguste Martimprey, generale francese (n. 1809)
- 1876 - Rudolph Otto von Budritzki, generale tedesco (n. 1812)
- 1877 - Giovanni Salomone, pittore italiano (n. 1806)
- 1880 - Jan Weissenbruch, pittore e incisore olandese (n. 1822)
- 1881 - Alessandro d'Aste Ricci, ammiraglio e politico italiano (n. 1814)
- 1883 - Giovanni Antonio Sanguineti, politico italiano (n. 1813)
- 1885 - Flavio Chigi, cardinale e arcivescovo cattolico italiano (n. 1810)
- 1885 - Leopold Damrosch, compositore, direttore d'orchestra e violinista tedesco (n. 1832)
- 1885 - Emilio Morpurgo, statistico e politico italiano (n. 1836)
- 1886 - Peter Joseph Baltes, vescovo cattolico tedesco (n. 1827)
- 1886 - Giuseppe Catalano, giurista e politico italiano (n. 1806)
- 1887 - Gioacchino IV di Costantinopoli, arcivescovo ortodosso ottomano (n. 1837)
- 1889 - Ernst Heinrich Karl von Dechen, geologo e inventore tedesco (n. 1800)
- 1890 - Alexander Baillie-Cochrane, politico britannico (n. 1816)
- 1891 - Bruto Fabricatore, politico e letterato italiano (n. 1822)
- 1891 - Michele Iacobucci, politico italiano (n. 1832)
- 1891 - Karl Eduard von Liphart, collezionista d'arte e storico dell'arte russo (n. 1808)
- 1893 - Gennaro De Vivo, vescovo cattolico italiano (n. 1828)
- 1893 - Caterina di Hohenlohe-Waldenburg-Schillingsfürst, principessa (n. 1817)
- 1895 - Pietro Amat di San Filippo, geografo, storico e bibliografo italiano (n. 1826)
- 1896 - Basilio Leto, vescovo cattolico italiano (n. 1819)
- 1897 - Elizaveta Grigor'evna Volkonskaja, nobildonna russa (n. 1838)
- 1897 - Alula Engida, militare e politico etiope (n. 1827)
- 1897 - Dimitrie Ghica, politico rumeno (n. 1816)
- 1898 - Franz Behr, compositore tedesco (n. 1837)
- 1900 - Adrien René Franchet, botanico francese (n. 1834)
- 1900 - José Joaquín Álvarez de Toledo, XVIII duca di Medina Sidonia, politico spagnolo (n. 1826)
- 1900 - Karl Theodor Robert Luther, astronomo tedesco (n. 1822)

## XX secolo(267)
- 1901 - Dionigi Scalas, politico italiano (n. 1849)
- 1903 - Francis Penrose, architetto britannico (n. 1817)
- 1905 - Teresa Helena Higginson, mistica britannica (n. 1844)
- 1905 - Lew Wallace, scrittore, politico e generale statunitense (n. 1827)
- 1906 - Tullio Brugnatelli, chimico e politico italiano (n. 1825)
- 1906 - Anton Wilhelm von Cetto, diplomatico e nobile tedesco (n. 1835)
- 1906 - Achille Manara, cardinale e arcivescovo cattolico italiano (n. 1827)
- 1907 - Mohammad Bahawal Khan V, principe indiano (n. 1883)
- 1911 - Michelangelo De Cesare, politico italiano (n. 1827)
- 1911 - Theodor Escherich, batteriologo e pediatra tedesco (n. 1857)
- 1913 - Florence Barker, attrice statunitense (n. 1891)
- 1914 - Giuseppe Vigoni, esploratore, geografo e politico italiano (n. 1846)
- 1915 - Émile-Hilaire Amagat, fisico e chimico francese (n. 1841)
- 1915 - Oreste Calabresi, attore italiano (n. 1857)
- 1915 - Hafız Hakkı, generale turco (n. 1877)
- 1915 - Angiolo Mascagni, politico italiano (n. 1840)
- 1916 - Pierre Chappuis, fisico svizzero (n. 1855)
- 1916 - Demetrio Conti, patriota italiano (n. 1837)
- 1916 - Francesco Pandolfini, baritono italiano (n. 1836)
- 1916 - Maria Plozner Mentil, italiana (n. 1884)
- 1916 - William Turner, anatomista e antropologo inglese (n. 1832)
- 1917 - Vittorio Locchi, scrittore e militare italiano (n. 1889)
- 1917 - Sebastiano Maturi, filosofo italiano (n. 1843)
- 1917 - Hans von Keudell, militare e aviatore tedesco (n. 1892)
- 1918 - Vernon Castle, ballerino inglese (n. 1887)
- 1919 - Gennaro Costagliola, arcivescovo cattolico italiano (n. 1850)
- 1919 - André Prévost, tennista francese (n. 1860)
- 1919 - Sof'ja Aleksandrovna Subbotina, rivoluzionaria russa (n. 1830)
- 1920 - Ernst Wertheim, ginecologo austriaco (n. 1864)
- 1922 - Ekaterina Michajlovna Dolgorukova, nobile russa (n. 1847)
- 1923 - Charles Simon Clermont-Ganneau, archeologo e orientalista francese (n. 1846)
- 1923 - William Lindsay, calciatore inglese (n. 1847)
- 1924 - Lionel Monckton, compositore britannico (n. 1861)
- 1926 - Gabriel Delanne, parapsicologo francese (n. 1857)
- 1927 - Giuseppe Lanza Branciforte, nobile, diplomatico e politico italiano (n. 1889)
- 1928 - Herbert Henry Asquith, politico britannico (n. 1852)
- 1929 - L.C. MacBean, regista e sceneggiatore scozzese (n. 1875)
- 1929 - Alberto Pasquali, attore teatrale e attore italiano (n. 1882)
- 1930 - Giulio Douhet, generale italiano (n. 1869)
- 1931 - Martin Ludwig, ginnasta e multiplista statunitense (n. 1867)
- 1932 - Minnie Maddern Fiske, attrice, regista e produttrice teatrale statunitense (n. 1865)
- 1932 - Antonio Venditti, politico italiano (n. 1858)
- 1933 - Paola Consolo, pittrice italiana (n. 1908)
- 1933 - Pat Sullivan, fumettista e animatore australiano (n. 1885)
- 1934 - Louis Forton, fumettista francese (n. 1879)
- 1934 - Pasquale Azzolina, scultore italiano (n. 1859)
- 1934 - Ai Xia, attrice e sceneggiatrice cinese (n. 1912)
- 1935 - Pierre-Paulin Andrieu, cardinale e arcivescovo cattolico francese (n. 1849)
- 1935 - Bohuslav Brauner, chimico ceco (n. 1855)
- 1935 - Betty Brice, attrice statunitense (n. 1888)
- 1935 - Achille Majnoni d'Intignano, architetto italiano (n. 1855)
- 1935 - Harry Todd, attore statunitense (n. 1863)
- 1936 - Luigi De Marchi, geografo, geologo e bibliotecario italiano (n. 1857)
- 1936 - Antonino Franzoni, militare italiano (n. 1892)
- 1936 - Jack McGurn, pugile e mafioso italiano (n. 1902)
- 1936 - Ottone Pecorari, militare italiano (n. 1913)
- 1937 - Carl Gottfrid Fineman, meteorologo e imprenditore svedese (n. 1858)
- 1937 - Vincenzo Lancia, pilota automobilistico e imprenditore italiano (n. 1881)
- 1937 - Luigi Lodi, militare e aviatore italiano (n. 1910)
- 1938 - Valerij Pavlovič Čkalov, pioniere dell'aviazione sovietico (n. 1904)
- 1938 - Félix Mesnil, zoologo, microbiologo e biologo francese (n. 1868)
- 1938 - Valaya Alongkorn del Siam, principessa thailandese (n. 1884)
- 1939 - Luigi Credaro, politico, storico della filosofia e pedagogista italiano (n. 1860)
- 1939 - Henri Jaspar, politico belga (n. 1870)
- 1939 - Arturo Malignani, imprenditore e inventore italiano (n. 1865)
- 1939 - Kuz'ma Petrov-Vodkin, pittore russo (n. 1878)
- 1940 - Victor Augustin Dupain, farmacista e micologo francese (n. 1857)
- 1940 - Valerij Ivanovič Glivenko, matematico, logico e statistico sovietico (n. 1896)
- 1940 - Ernesto Lugaro, psichiatra italiano (n. 1870)
- 1940 - J. H. Rosny aîné, scrittore, saggista e filosofo belga (n. 1856)
- 1940 - Otto Toeplitz, matematico tedesco (n. 1881)
- 1941 - Guido Adler, musicologo e docente austriaco (n. 1855)
- 1941 - Guglielmo Pecori Giraldi, nobile, generale e politico italiano (n. 1856)
- 1943 - Charles Bennett, attore neozelandese (n. 1889)
- 1943 - Victor Prouvé, pittore, scultore e incisore francese (n. 1858)
- 1945 - Franco Centro, partigiano italiano (n. 1930)
- 1945 - Bruno Longhi, antifascista italiano (n. 1909)
- 1945 - Pier Giulio Magistretti, architetto italiano (n. 1891)
- 1945 - Calogero Marrone, funzionario e antifascista italiano (n. 1889)
- 1945 - Franz Riegler, calciatore tedesco (n. 1922)
- 1945 - Charles Simmons, ginnasta britannico (n. 1885)
- 1946 - Maliq Bushati, politico albanese (n. 1880)
- 1946 - Guerrina Fabbri, contralto italiano (n. 1866)
- 1946 - Cornelius Johnson, altista statunitense (n. 1913)
- 1947 - Gustave Bauer, lottatore statunitense (n. 1884)
- 1948 - Giorgio Kienerk, pittore e scultore italiano (n. 1869)
- 1949 - Henri Delalle, missionario e vescovo cattolico francese (n. 1869)
- 1949 - Roger François, sollevatore francese (n. 1900)
- 1949 - Teodors Plade, calciatore lettone (n. 1896)
- 1949 - Ferrante Zambini, scultore e falsario italiano (n. 1878)
- 1950 - Pedro Parages, calciatore, allenatore di calcio e dirigente sportivo francese (n. 1883)
- 1951 - Larry Steers, attore statunitense (n. 1888)
- 1951 - Guillermo Arsenio de Izaga, bibliotecario e giornalista spagnolo (n. 1885)
- 1952 - Dušan Sernec, politico e ingegnere elettrotecnico jugoslavo (n. 1882)
- 1952 - Léo Staats, ballerino, coreografo e direttore artistico francese (n. 1877)
- 1952 - Ray Taylor, regista statunitense (n. 1888)
- 1952 - Ethel Wales, attrice statunitense (n. 1878)
- 1953 - Hermann von Gimborn, generale tedesco (n. 1880)
- 1953 - Oskar Goßler, canottiere tedesco (n. 1875)
- 1953 - Sydney Lawford, generale britannico (n. 1865)
- 1953 - Karl Staaf, tiratore di fune, astista e triplista svedese (n. 1881)
- 1954 - Achille Colas, ciclista su strada francese (n. 1874)
- 1954 - Maxime Real del Sarte, scultore e politico francese (n. 1888)
- 1955 - Andrew Aitken, calciatore e allenatore di calcio scozzese (n. 1877)
- 1955 - Henri Letondal, attore francese (n. 1901)
- 1955 - Giuseppe Rea, politico e partigiano italiano (n. 1913)
- 1955 - Otakar Španiel, scultore, intagliatore e medaglista ceco (n. 1881)
- 1956 - Antonio Mantiero, vescovo cattolico italiano (n. 1884)
- 1956 - Umberto Zamboni, militare e politico italiano (n. 1865)
- 1957 - Arturo Loria, scrittore italiano (n. 1902)
- 1957 - Elisa Salerno, giornalista e scrittrice italiana (n. 1873)
- 1958 - William Berke, regista, produttore cinematografico e sceneggiatore statunitense (n. 1903)
- 1958 - Marie Danet, tennista francese (n. 1877)
- 1958 - Nadežda di Bulgaria, principessa bulgara (n. 1899)
- 1958 - Heinrich Schläppi, bobbista svizzero (n. 1905)
- 1958 - Philip Van Zandt, attore e personaggio televisivo olandese (n. 1904)
- 1959 - Owen Willans Richardson, fisico inglese (n. 1879)
- 1961 - Laurence Owen, pattinatrice artistica su ghiaccio statunitense (n. 1944)
- 1961 - Maribel Owen, pattinatrice artistica su ghiaccio statunitense (n. 1940)
- 1961 - Daniel Ryan, danzatore su ghiaccio statunitense
- 1961 - Maribel Vinson, pattinatrice artistica su ghiaccio e allenatrice di pattinaggio su ghiaccio statunitense (n. 1911)
- 1962 - Josiah McCracken, pesista, martellista e discobolo statunitense (n. 1874)
- 1962 - Aloysius Joseph Muench, cardinale e arcivescovo cattolico statunitense (n. 1889)
- 1962 - Carl Seelig, scrittore e mecenate svizzero (n. 1894)
- 1962 - Vladimir Sokoloff, attore russo (n. 1889)
- 1963 - Edgardo Donato, violinista, compositore e direttore d'orchestra argentino (n. 1897)
- 1963 - Louis J. Gasnier, regista francese (n. 1875)
- 1963 - Agostino Lanfranchi, skeletonista e bobbista italiano (n. 1892)
- 1964 - François-Louis Auvity, vescovo cattolico francese (n. 1874)
- 1964 - Réginald Garrigou-Lagrange, teologo francese (n. 1877)
- 1964 - Adolf Šimperský, calciatore cecoslovacco (n. 1909)
- 1965 - Selmar Samuel Aschheim, medico tedesco (n. 1878)
- 1965 - Nat King Cole, cantante, pianista e attore statunitense (n. 1919)
- 1966 - Hedwig Conrad-Martius, filosofa tedesca (n. 1888)
- 1966 - Armando Fizzarotti, regista, sceneggiatore e fotografo italiano (n. 1892)
- 1966 - Camilo Torres Restrepo, presbitero, guerrigliero e rivoluzionario colombiano (n. 1929)
- 1967 - William Christian Bullitt, diplomatico statunitense (n. 1891)
- 1967 - Antonio Moreno, attore e regista spagnolo (n. 1887)
- 1968 - Little Walter, armonicista, chitarrista e cantante statunitense (n. 1930)
- 1968 - Sid Kimpton, calciatore e allenatore di calcio inglese (n. 1887)
- 1968 - Adolfo Suárez Morán, calciatore spagnolo (n. 1908)
- 1969 - Annibale De Mas, politico italiano
- 1969 - Pee Wee Russell, clarinettista e sassofonista statunitense (n. 1906)
- 1969 - Hans Vollmer, storico dell'arte tedesco (n. 1878)
- 1970 - Alexandros Chalkokondylīs, ginnasta greco (n. 1880)
- 1970 - Hugh Dowding, generale britannico (n. 1882)
- 1970 - Carl Johnson, calciatore statunitense (n. 1892)
- 1970 - Dimitrios Loundras, ginnasta greco (n. 1885)
- 1971 - François Gardier, ciclista su strada belga (n. 1903)
- 1971 - Wallace Johnson, tennista statunitense (n. 1889)
- 1971 - Henry Kaltenbrunn, ciclista su strada e pistard sudafricano (n. 1897)
- 1971 - Georges Lepape, illustratore francese (n. 1887)
- 1972 - Edgar Snow, giornalista, scrittore e sinologo statunitense (n. 1905)
- 1973 - Wally Cox, attore statunitense (n. 1924)
- 1973 - Natale Di Piazza, politico italiano (n. 1920)
- 1973 - Pierre Fournier, giornalista, disegnatore e ambientalista francese (n. 1937)
- 1973 - Tim Holt, attore statunitense (n. 1919)
- 1973 - Achille Liénart, cardinale e vescovo cattolico francese (n. 1884)
- 1974 - Kurt Atterberg, compositore, direttore d'orchestra e critico musicale svedese (n. 1887)
- 1974 - Marcel Dangles, calciatore francese (n. 1899)
- 1974 - Frederick McCarthy, pistard canadese (n. 1881)
- 1974 - Conel Hugh O'Donel Alexander, crittografo e scacchista irlandese (n. 1909)
- 1974 - George W. Snedecor, matematico e statistico statunitense (n. 1881)
- 1974 - Cyrille Van Hauwaert, ciclista su strada e pistard belga (n. 1883)
- 1975 - Henri Ferrari, sollevatore francese (n. 1912)
- 1975 - Eugen Fürstenberger, ginnasta tedesco (n. 1880)
- 1975 - Valerij Popenčenko, pugile sovietico (n. 1937)
- 1975 - Michał Sopoćko, presbitero polacco (n. 1888)
- 1975 - Gaetano Zingali, statistico, economista e politico italiano (n. 1894)
- 1976 - Jean-Pierre Augert, sciatore alpino francese (n. 1946)
- 1976 - Giuseppina Panzica, patriota italiana (n. 1905)
- 1976 - Vasilij Vital'evič Šul'gin, politico russo (n. 1878)
- 1977 - Isaak Jefremovyč Boleslavs'kyj, scacchista sovietico (n. 1919)
- 1977 - Lūcija Garūta, pianista, poeta e compositrice sovietica (n. 1902)
- 1978 - Ilka Chase, attrice e conduttrice radiofonica statunitense (n. 1905)
- 1978 - Joseph Lenzi, attore statunitense (n. 1923)
- 1979 - Vittorio Ugo Colajanni, politico italiano (n. 1896)
- 1979 - Roy D'Amy, fumettista italiano (n. 1923)
- 1979 - George Dunning, animatore canadese (n. 1920)
- 1979 - Louise Lagrange, attrice francese (n. 1898)
- 1979 - Reza Naji, generale iraniano (n. 1923)
- 1979 - Nematollah Nassiri, generale, funzionario e politico iraniano (n. 1910)
- 1979 - Zbigniew Seifert, musicista polacco (n. 1946)
- 1979 - Zdenka Ticharich, pianista, docente e compositrice ungherese (n. 1900)
- 1980 - Albin Dahl, calciatore e allenatore di calcio svedese (n. 1900)
- 1980 - Carlo Di Donna, politico e calciatore italiano (n. 1906)
- 1981 - Mike Bloomfield, chitarrista statunitense (n. 1943)
- 1981 - Dezső Ernster, basso ungherese (n. 1898)
- 1981 - Isaac Don Levine, giornalista e scrittore statunitense (n. 1892)
- 1981 - Clemente Primieri, generale italiano (n. 1894)
- 1981 - Karl Richter, organista, clavicembalista e direttore d'orchestra tedesco (n. 1926)
- 1981 - Emilio Santillo, poliziotto italiano (n. 1917)
- 1982 - Vincenzo Palumbo, politico italiano (n. 1899)
- 1982 - Ivan Thys, calciatore belga (n. 1897)
- 1983 - Jane Chambers, drammaturga, scrittrice e poetessa statunitense (n. 1937)
- 1983 - Ermanno Montanari, calciatore italiano (n. 1912)
- 1984 - Leamon Ray Hunt, ufficiale e diplomatico statunitense (n. 1927)
- 1984 - Mario Medici, docente e storico svizzero (n. 1908)
- 1984 - Ernesto Zambianchi, allenatore di calcio e calciatore italiano (n. 1909)
- 1984 - Ethel Merman, cantante e attrice statunitense (n. 1908)
- 1985 - Harold Jefferson Coolidge, zoologo statunitense (n. 1904)
- 1986 - Galliano Masini, tenore italiano (n. 1896)
- 1987 - Jean Laviron, regista e sceneggiatore francese (n. 1915)
- 1987 - Guido Pajetta, pittore italiano (n. 1898)
- 1988 - Al Cohn, sassofonista, arrangiatore e compositore statunitense (n. 1925)
- 1988 - Marino Corder, politico italiano (n. 1929)
- 1988 - Richard Feynman, fisico e divulgatore scientifico statunitense (n. 1918)
- 1988 - Géza Oláh, calciatore ungherese (n. 1925)
- 1988 - Joaquín Pérez Madrigal, politico, giornalista e scrittore spagnolo (n. 1898)
- 1989 - Hüseyin Akbaş, lottatore turco (n. 1933)
- 1989 - Antonio Garzoni Provenzani, canottiere italiano (n. 1906)
- 1989 - Tina Pizzardo, matematica e antifascista italiana (n. 1903)
- 1989 - Benito Totti, pugile italiano (n. 1914)
- 1989 - Aleksandr Travin, cestista sovietico (n. 1937)
- 1990 - Henry Brandon, attore tedesco (n. 1912)
- 1990 - Frans Kellendonk, scrittore olandese (n. 1951)
- 1990 - Norman Parkinson, fotografo inglese (n. 1913)
- 1990 - Yustrich, allenatore di calcio e calciatore brasiliano (n. 1917)
- 1991 - Maceo Angeli, pittore italiano (n. 1908)
- 1991 - David Herlihy, storico statunitense (n. 1930)
- 1991 - Birger Malmsten, attore svedese (n. 1920)
- 1991 - Ștefan Ströck, calciatore rumeno (n. 1901)
- 1992 - Hermann Axen, politico tedesco orientale (n. 1916)
- 1992 - Stefano Calzetta, mafioso e collaboratore di giustizia italiano (n. 1939)
- 1992 - Michelangelo Dall'Armellina, politico italiano (n. 1920)
- 1992 - Lino Mosca, calciatore italiano (n. 1907)
- 1992 - Maria Elena Moyano, attivista peruviana (n. 1958)
- 1992 - José Paredes, calciatore spagnolo (n. 1933)
- 1993 - Enzo Boschetti, presbitero italiano (n. 1929)
- 1993 - Michele Cimarosa, attore italiano (n. 1926)
- 1993 - George Wallington, pianista e compositore statunitense (n. 1924)
- 1993 - Marie-Louise Linssen-Vaessen, nuotatrice olandese (n. 1928)
- 1993 - Enrico Schiavetti, calciatore italiano (n. 1920)
- 1994 - Pinuccio Ardia, attore italiano (n. 1914)
- 1994 - Gianfranco Ciabatti, sindacalista e poeta italiano (n. 1936)
- 1994 - Rafail Jul'evič Gol'din, regista cinematografico sovietico (n. 1920)
- 1994 - Enzo Musumeci Greco, schermidore e attore italiano (n. 1911)
- 1995 - Sergio Bertoni, calciatore e allenatore di calcio italiano (n. 1915)
- 1995 - Italo Alighiero Chiusano, critico letterario, saggista e giornalista italiano (n. 1926)
- 1996 - Margaret Courtenay, attrice britannica (n. 1923)
- 1996 - Edward Madejski, calciatore polacco (n. 1914)
- 1996 - Tommy Rettig, attore, informatico e programmatore statunitense (n. 1941)
- 1996 - Henri Simonet, economista e politico belga (n. 1931)
- 1996 - McLean Stevenson, attore statunitense (n. 1927)
- 1996 - Brunó Ferenc Straub, biochimico e politico ungherese (n. 1914)
- 1997 - Attilio Bartole, politico e farmacista italiano (n. 1906)
- 1997 - Arne Berg, ciclista su strada svedese (n. 1909)
- 1997 - Fernando Eusebio, calciatore italiano (n. 1910)
- 1997 - Walter Fantini, ciclista su strada italiano (n. 1912)
- 1997 - Giovanni Giua, ingegnere e ufficiale italiano (n. 1895)
- 1997 - Philip Hershkovitz, biologo statunitense (n. 1909)
- 1997 - Guido Manfré, calciatore italiano (n. 1920)
- 1997 - Joseph Phạm Văn Thiên, vescovo cattolico vietnamita (n. 1907)
- 1997 - Christian Waldner, politico italiano (n. 1959)
- 1998 - Enzo Bottasso, bibliotecario e bibliografo italiano (n. 1918)
- 1998 - Martha Gellhorn, giornalista e scrittrice statunitense (n. 1908)
- 1998 - Oreste Macrì, critico letterario, filologo e ispanista italiano (n. 1913)
- 1998 - Samuel Schillinger, calciatore cecoslovacco (n. 1903)
- 1998 - Louie Spicolli, wrestler statunitense (n. 1971)
- 1999 - Keith Carey, cestista statunitense (n. 1920)
- 1999 - Big L, rapper statunitense (n. 1974)
- 1999 - Billy Garrett, pilota automobilistico statunitense (n. 1933)
- 1999 - Guido Gerosa, scrittore, giornalista e politico italiano (n. 1933)
- 1999 - Libero Gualtieri, politico e partigiano italiano (n. 1923)
- 1999 - Henry Way Kendall, fisico statunitense (n. 1926)
- 1999 - Aigars Kriķis, slittinista sovietico (n. 1954)
- 2000 - Luigi Michelini Tocci, bibliotecario e storico dell'arte italiano (n. 1910)

## XXI secolo(153)
- 2001 - Burt Kennedy, regista e sceneggiatore statunitense (n. 1922)
- 2001 - Rino Nanni, politico italiano (n. 1928)
- 2001 - Ricardo Otxoa, ciclista su strada spagnolo (n. 1974)
- 2001 - Folke K. Skoog, botanico svedese (n. 1908)
- 2002 - Maria Luisa Falorni, psicologa italiana (n. 1921)
- 2002 - Lucille Lund, attrice statunitense (n. 1913)
- 2002 - Vincenzo Monti, fumettista italiano (n. 1941)
- 2002 - Ke Pauk, rivoluzionario e politico cambogiano (n. 1934)
- 2002 - Jacques Roulot, schermidore francese (n. 1933)
- 2002 - Turi Scalia, attore e regista teatrale italiano (n. 1921)
- 2002 - Howard K. Smith, giornalista, conduttore radiofonico e conduttore televisivo statunitense (n. 1914)
- 2002 - Kevin Tod Smith, attore neozelandese (n. 1963)
- 2003 - Aldo Albera, canoista italiano (n. 1923)
- 2003 - Alexander Bennett, ballerino britannico (n. 1929)
- 2003 - Roberto Leydi, etnomusicologo italiano (n. 1928)
- 2003 - Gwyn Manning, calciatore gallese (n. 1915)
- 2003 - Fulvio Martini, ammiraglio italiano (n. 1923)
- 2003 - Fulvio Montini, ciclista su strada italiano (n. 1914)
- 2003 - Francisque Ravony, politico malgascio (n. 1942)
- 2003 - Joaquín Solano, cavaliere messicano (n. 1913)
- 2004 - Fiorella Bini, cantante italiana (n. 1933)
- 2004 - Hasse Ekman, attore e regista svedese (n. 1915)
- 2004 - Spartaco Ghini, imprenditore e dirigente sportivo italiano (n. 1933)
- 2004 - Lauro Minghelli, calciatore italiano (n. 1973)
- 2004 - Isarco Ravaioli, attore italiano (n. 1933)
- 2004 - Luigi Taramazzo, pilota automobilistico italiano (n. 1932)
- 2004 - Friedrich Waller, bobbista svizzero (n. 1920)
- 2005 - Pierre Bachelet, cantautore e compositore francese (n. 1944)
- 2005 - Franco Brioschi, critico letterario e italianista italiano (n. 1945)
- 2005 - Ray Minshull, calciatore inglese (n. 1920)
- 2005 - Jurij Morozov, allenatore di calcio e calciatore sovietico (n. 1934)
- 2005 - Bob Schafer, cestista statunitense (n. 1933)
- 2005 - Carlo Tullio-Altan, antropologo, sociologo e filosofo italiano (n. 1916)
- 2006 - Divo Barsotti, monaco cristiano, presbitero e scrittore italiano (n. 1914)
- 2006 - Alessandro Canestrari, politico e partigiano italiano (n. 1915)
- 2006 - Anna Marly, cantante francese (n. 1917)
- 2006 - Christian de la Mazière, giornalista francese (n. 1922)
- 2007 - Robert Adler, inventore austriaco (n. 1913)
- 2007 - Enzo Consoli, attore, doppiatore e scrittore italiano (n. 1939)
- 2007 - Walker Edmiston, attore e doppiatore statunitense (n. 1926)
- 2007 - Ray Evans, compositore statunitense (n. 1915)
- 2007 - Raul Moreira, calciatore portoghese (n. 1934)
- 2007 - Danilo Nannini, pasticciere, imprenditore e dirigente sportivo italiano (n. 1921)
- 2007 - Tomasz Tybinkowski, cestista polacco (n. 1948)
- 2008 - Jim Begg, attore e produttore cinematografico statunitense (n. 1938)
- 2008 - Nicola Corbascio, compositore, pianista e fisarmonicista italiano (n. 1931)
- 2008 - Michail Sergeevič Solomencev, politico sovietico (n. 1913)
- 2008 - Inge Thun, calciatore norvegese (n. 1945)
- 2009 - Joe Cuba, musicista statunitense (n. 1931)
- 2009 - Dirk Dautzenberg, attore tedesco (n. 1921)
- 2009 - Luigi Podda, scrittore italiano (n. 1924)
- 2009 - Pablo Domínguez Prieto, presbitero, filosofo e teologo spagnolo (n. 1966)
- 2009 - Tej Singh Prabhakar Bahadur, principe indiano (n. 1911)
- 2009 - Xiang Kun, attore cinese (n. 1915)
- 2010 - Ettore Allegri, calciatore italiano (n. 1916)
- 2010 - Mario Gangi, chitarrista italiano (n. 1923)
- 2010 - Juan Carlos González, calciatore uruguaiano (n. 1924)
- 2010 - Jeanne M. Holm, militare statunitense (n. 1921)
- 2010 - Art Van Damme, fisarmonicista statunitense (n. 1920)
- 2010 - Georges de Nantes, presbitero e scrittore francese (n. 1924)
- 2011 - Mafalda Antonelli, partigiana italiana (n. 1921)
- 2011 - Nerina De Walderstein, partigiana italiana (n. 1925)
- 2011 - Dorian Gray, attrice italiana (n. 1931)
- 2011 - Sidney Harth, violinista e direttore d'orchestra statunitense (n. 1925)
- 2011 - Giuseppe Noberasco, partigiano e politico italiano (n. 1920)
- 2011 - François Nourissier, scrittore francese (n. 1927)
- 2011 - Karin Stanek, cantante polacca (n. 1943)
- 2012 - Charles Anthony Caruso, tenore statunitense (n. 1929)
- 2012 - Eberhard Horst, scrittore tedesco (n. 1924)
- 2012 - Lina Romay, attrice e attrice pornografica spagnola (n. 1954)
- 2012 - Rolando Spanevello, calciatore e politico italiano (n. 1927)
- 2012 - Evgenij Ivanovič Taškov, regista sovietico (n. 1926)
- 2013 - Carmelo Imbriani, allenatore di calcio e calciatore italiano (n. 1976)
- 2013 - Liselotte Landbeck, pattinatrice artistica su ghiaccio austriaca (n. 1916)
- 2013 - Sauveur Rodriguez, calciatore francese (n. 1920)
- 2014 - Corrado Benedetti, calciatore e allenatore di calcio italiano (n. 1957)
- 2014 - Herbert Blöcker, cavaliere tedesco (n. 1943)
- 2014 - Mary Grace Canfield, attrice statunitense (n. 1924)
- 2014 - Brian Earnshaw, scrittore britannico (n. 1929)
- 2014 - Giuliano Ghelli, pittore e scultore italiano (n. 1944)
- 2014 - Enju Vălčev, lottatore bulgaro (n. 1936)
- 2014 - Dénes Zsigmondy, violinista e docente ungherese (n. 1922)
- 2015 - Michail Kulakov, pittore russo (n. 1933)
- 2015 - Oreste Pipolo, fotografo italiano (n. 1949)
- 2015 - Eileen Essell, attrice britannica (n. 1922)
- 2015 - Talus Taylor, insegnante e scrittore statunitense (n. 1929)
- 2015 - Giuliano Vasilicò, regista e drammaturgo italiano (n. 1940)
- 2015 - Arnaud de Borchgrave, giornalista belga (n. 1926)
- 2016 - Lucien Acou, ciclista su strada, pistard e dirigente sportivo belga (n. 1921)
- 2016 - Piero Buscaroli, giornalista, critico musicale e scrittore italiano (n. 1930)
- 2016 - George Gaynes, attore e produttore cinematografico finlandese (n. 1917)
- 2016 - Walter McGowan, pugile britannico (n. 1942)
- 2016 - Jean Rabier, direttore della fotografia francese (n. 1927)
- 2016 - Vanity, cantante, attrice e modella canadese (n. 1959)
- 2016 - Abel Vieytez, calciatore argentino (n. 1942)
- 2017 - Fabrizio Busticchi, fumettista italiano (n. 1953)
- 2017 - Bruno Cester, fisico e astronomo italiano (n. 1920)
- 2017 - Manfred Kaiser, calciatore e allenatore di calcio tedesco orientale (n. 1929)
- 2017 - Fabián Muñoz Centurión, calciatore paraguaiano (n. 1939)
- 2017 - Silvana Pierucci, cestista, lunghista e multiplista italiana (n. 1929)
- 2017 - Ján Podolák, etnologo e etnografo slovacco (n. 1926)
- 2017 - Franco Rizzi, storico italiano (n. 1944)
- 2018 - Lassie Lou Ahern, attrice statunitense (n. 1920)
- 2018 - Abdon Alinovi, politico italiano (n. 1923)
- 2018 - Silvia Arzuffi, attrice teatrale, cabarettista e regista televisiva italiana (n. 1944)
- 2018 - Bibi Ballandi, produttore televisivo, imprenditore e produttore discografico italiano (n. 1946)
- 2018 - Pier Paolo Capponi, attore italiano (n. 1938)
- 2018 - Gian Paolo Mele, direttore di coro, compositore e etnomusicologo italiano (n. 1944)
- 2019 - Ferdinando Di Stefano, calciatore italiano (n. 1940)
- 2019 - Gianni Fucci, poeta italiano (n. 1928)
- 2019 - Adriano Ossicini, psichiatra, politico e partigiano italiano (n. 1920)
- 2019 - Salvatore Sica, politico italiano (n. 1928)
- 2019 - Erika Simon, archeologa tedesca (n. 1927)
- 2019 - Dave Smith, archivista e saggista statunitense (n. 1940)
- 2019 - Inga-Britt Söderberg, modella finlandese (n. 1935)
- 2020 - John Cockett, hockeista su prato britannico (n. 1927)
- 2020 - Caroline Flack, conduttrice televisiva britannica (n. 1979)
- 2020 - José Manuel León, allenatore di calcio e calciatore spagnolo (n. 1944)
- 2020 - Vatroslav Mimica, regista e partigiano jugoslavo (n. 1923)
- 2021 - Tito Arecchi, fisico italiano (n. 1933)
- 2021 - Steuart Bedford, direttore d'orchestra e pianista britannico (n. 1939)
- 2021 - Florence Birdwell, cantante e insegnante statunitense (n. 1924)
- 2021 - Sandro Dori, attore italiano (n. 1938)
- 2021 - Andréa Guiot, soprano francese (n. 1928)
- 2021 - Vincent Jackson, giocatore di football americano statunitense (n. 1983)
- 2021 - Leopoldo Luque, calciatore argentino (n. 1949)
- 2021 - Johnny Pacheco, cantante dominicano (n. 1935)
- 2022 - Vasilis Botinos, calciatore greco (n. 1944)
- 2022 - Arnaldo Jabor, regista, sceneggiatore e scrittore brasiliano (n. 1940)
- 2022 - Bappi Lahiri, compositore, cantante e politico indiano (n. 1952)
- 2022 - Juan Carlos Lallana, calciatore argentino (n. 1938)
- 2022 - Deep Sidhu, attore cinematografico indiano (n. 1984)
- 2022 - Józef Zapędzki, tiratore a segno polacco (n. 1929)
- 2023 - Tim Aymar, cantante e musicista statunitense (n. 1963)
- 2023 - Paul Berg, biochimico statunitense (n. 1926)
- 2023 - Shōzō Iizuka, doppiatore giapponese (n. 1933)
- 2023 - Leone Manti, politico italiano (n. 1944)
- 2023 - Dario Penne, attore, doppiatore e direttore del doppiaggio italiano (n. 1938)
- 2023 - Raquel Welch, attrice e modella statunitense (n. 1940)
- 2024 - Enrique Badía Romero, fumettista spagnolo (n. 1930)
- 2024 - Gérard Barray, attore francese (n. 1931)
- 2024 - Hannelore Heckmair, sciatrice alpina tedesca (n. 1939)
- 2024 - Kagney Linn Karter, attrice pornografica e modella statunitense (n. 1987)
- 2024 - Henry Rono, mezzofondista e siepista keniota (n. 1952)
- 2024 - Jenny Staley, tennista australiana (n. 1934)
- 2025 - Renato Ballardini, politico e avvocato italiano (n. 1927)
- 2025 - Lamberto Ceserani, danzatore su ghiaccio italiano (n. 1953)
- 2025 - Will Danin, attore tedesco (n. 1942)
- 2025 - Muhsin Hendricks, imam, islamista e attivista sudafricano (n. 1967)
- 2025 - David Parsons, compositore neozelandese (n. 1944)
- 2025 - Pinto da Costa, imprenditore e dirigente sportivo portoghese (n. 1937)
- 2025 - Shirin Abdullaeva, cantante e attrice uzbeka (n. 2005)
- 2025 - Louis Theobald, calciatore maltese (n. 1938)

## Senza anno specificato(1)
- Eriberto I del Maine, conte